# Nikolaus Puchner

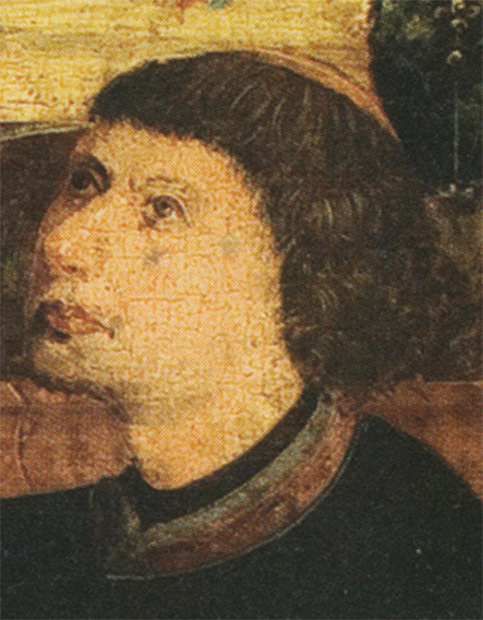
Nikolaus Puchner

Nikolaus Puchner OCr (tschechisch Mikuláš Puchner; * im Elbogener Kreis; † 1490) war ein Großmeister des Ritterordens der Kreuzherren mit dem Roten Stern in Prag.

## Leben
Puchner stammte aus dem altböhmischen Elbogener Kreis. 1460 wurde er gegen den – des Amtes enthobenen, jedoch vom Apostolischen Stuhl anerkannten – Großmeister Andreas Pesmet eingesetzt. Als Großmeister erwarb er sich große Verdienste mit der Rückführung der dem Kreuzherrenorden während der Hussitenkriege verloren gegangenen Güter. Während seiner Amtszeit wurden 1469 die Kulmer Untertanen vom Frondienst befreit und ihnen weitere Privilegien gewährt. Zudem gelang es ihm, vom böhmischen König Vladislav II. die volle Gerichtsbarkeit auf den Ordensgütern zu erlangen. Die Gerichtsbarkeit wurde in der Prager Kirche St. Peter am Poříčí ausgeübt. Noch heute befindet sich über dem Eingang der Kirche eine Abbildung des Richtschwertes mit einer abgehackten Hand.
Für die Stiftung des Marienwallfahrtsortes Maria Kulm konnte er 1480 weitere Grundstücke erwerben sowie Schenkungen, durch die der Kirchenbau in Angriff genommen werden und das Kulmer Kreuzherrengut erweitert werden konnte. Daneben war er an der Reorganisation der geistlichen Verwaltung der Länder der Böhmischen Krone beteiligt.